# Papa Estêvão VIII
Estêvão VIII (Roma, 900 - Roma, c. 30 de outubro de 942) foi o 127.º Papa da Igreja Católica, eleito em 14 de julho de 939. Tratou de inculcar os princípios cristãos do Evangelho aos poderosos do Oriente e do Ocidente. Apoiou a dinastia carolíngia em declínio e pela ameaça de excomunhão, forçou os nobres francos a jurarem fidelidade a Luis IV d'Outre-Mer. Sofreu a tirania de Alberico II de Espoleto, príncipe de Roma, que o manteve confinado no Palácio de Latrão. Morreu em 30 de outubro de 942.